# Jacob Isenrath
Jakob Isenrath (* 18. März 1879 in Erkrath; † 13. Januar 1951 in Neuß) war ein deutscher Polizeipräsident und Politiker (Zentrum).
Isenrath besuchte die Volksschule und machte eine Böttcherlehre. Am 1. Oktober 1906 wurde er Sekretär der katholischen Arbeitervereine bzw. der Volksvereins für das katholische Deutschland in Osnabrück, Herne und zuletzt in Hamm. Am 23. Oktober 1922 wurde er Regierungsrat und mit der Verwaltung des Polizeiamtes Buer beauftragt. Während der Ruhrbesetzung geriet er in Konflikte mit der französischen Besetzungsmacht. Am 7. März 1923 wurde er auf einer Dienstreise in Recklinghausen von den Franzosen verhaftet und am 29. März 1923 wegen „Ungehorsams gegen die Besetzungsmacht“ zu einem Jahr Gefängnis verurteilt. Er wurde bis zum 7. März 1924 in Haft gehalten. Nach der Entlassung wurde er am 1. Juni 1924 vorläufig mit den Polizeigeschäften in der Stadt Hagen beauftragt und am 20. Dezember 1924 zum Leiter des Polizeiamtes Witten ernannt. Mit Erlass vom 11. März 1927 wurde er mit der Wahrnehmung der Überleitungsgeschäfte zur Errichtung eines staatlichen Polizeipräsidiums Gladbach-Rheidt beauftragt. Dort wurde er am 1. Juli 1927 kommissarisch und am 1. August 1928 definitiv Polizeipräsident. Nach der Machtergreifung der Nationalsozialisten wurde er am 25. März 1933 in den einstweiligen Ruhestand versetzt und gemäß § 4 Gesetz zur Wiederherstellung des Berufsbeamtentums am 7. Oktober 1933 entlassen.
Isenrath, der katholischer Konfession war, war Mitglied des Zentrums. Er war 1921 bis 1925 Mitglied im Provinziallandtag der Provinz Westfalen. Von Mai 1921 bis Februar 1926 gehörte er dem Preußischen Staatsrat als Stellvertreter an.